# Centre national d’enseignement à distance
Национальный центр дистанционного образования CNED (фр. Centre national d'enseignement à distance) — французский национальный центр дистанционного образования, основанный Министерством национального образования Франции в 1939 году. Является крупнейшим мировым центром франкофонии. Штаб-квартира компании расположена в Пуатье, на территории научного парка Футуроскоп.

## Описание

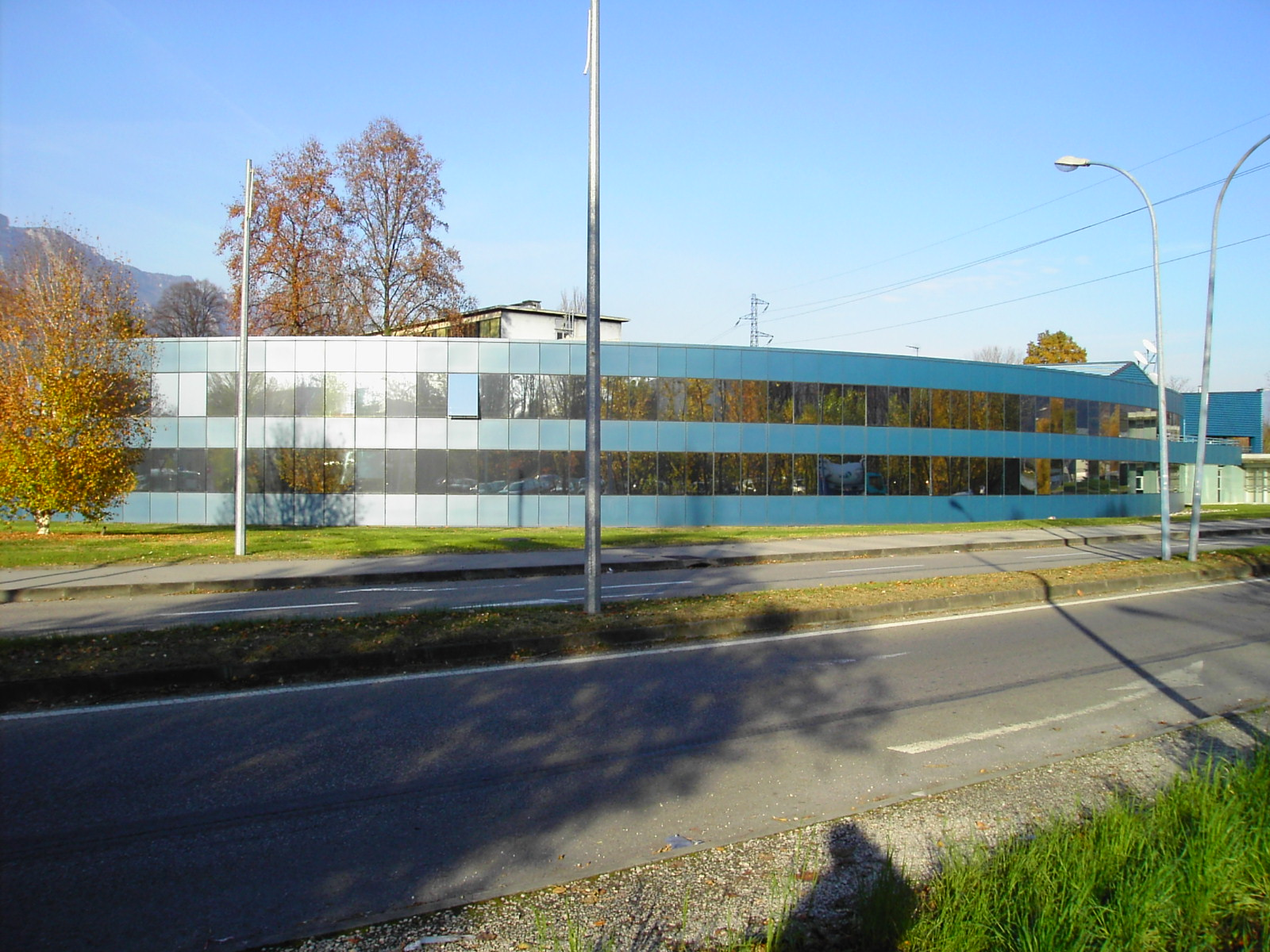
CNED — Гренобль

CNED был основан, чтобы предоставить возможность получать дистанционное образование в 1939 году, в преддверии войны. Помимо генеральной штаб квартиры CNED также располагает 8-ю институтами, расположенными по всей Франции (в Гренобле, Лилле, Лионе, Пуатье, Ренне, Руане, Тулузе и Ванве), и шестью заморскими представительствами (в Гваделупе, Гайане, Мартинике, Новой Каледонии, Французской Полинезии и Реюньоне).
В настоящее время в CNED получают образование:
- 105 000 школьников;
- 35 000 студентов, получающих высшее образование;
- 90 000 учеников, готовящихся к конкурсам и олимпиадам;
- 70 000 прочих учащихся (например, получающих профессиональное образование).

CNED совместно с AEFE фактически обеспечивают франкоязычное образование по всему миру, дублируя друг друга.

## Образование
CNED предлагает несколько образовательных курсов от детского сада до университета, а также подготовку к конкурсным наборам персонала на государственную службу, обучение в различных отраслях. CNED предлагает продуманные методики и курсы для образования в начальной школе, колледже, школах общего, технического и профессионального образования, а также курсы для обучения учащихся с особыми образовательными потребностями.
В дополнение к обычному школьному образованию CNED предлагает летние курсы и курсы подготовки к школе.
Деятельность CNED ведется в следующих направлениях:
- CNED-школа: школьное образование, из начальной в среднюю школу, профессионально-техническое образование, образование для учащихся с особыми образовательными потребностями, курсы по выбору, внешкольные занятия, летние курсы.
- CNED-университет: начальная подготовка или продолжение обучения с выдачей дипломов и сертификатов в сотрудничестве с высшими учебными заведениями.
- CNED-конкурс: полное или частичное образование для подготовки к экзаменам на соискание должностей в государственной гражданской службе и гражданской службе.
- CNED-профессионал: диапазон, посвященный профессиональной подготовке администраций предприятий и их работников с сертифицированным обучением и квалификационной поддержкой и специализированным обучением для соискания должностей в тендерах государственных и частных компаний, партнёрств.
- CNED-техника: консультации и экспертизы, строительство учебных заведений с соответствующей адаптацией существующих курсов, адаптированных к условиям заказчика.
- CNED-культура: подготовка кадров во всех сферах, право, политология, экономика, менеджмент, коммерция, туризм, промышленность, офис, мультимедиа, здоровье, социальные науки, гуманитарные науки, языки, искусство, спорт.